# 揚戈魯-紹西亞縣
3°45′58″S 143°25′12″E / 3.766°S 143.42°E
揚戈魯-紹西亞縣（英語：Yangoru-Saussia District），是巴布亞新畿內亞東塞皮克省的縣份之一，位於新畿內亞島東部，首府設於揚戈魯，面積2,660平方公里，2011年人口58,878，人口密度每平方公里22人。